# ميخائيل باريت (سياسي)
ميخائيل باريت هو سياسي كندي، ولد في 1984 في Arnprior ‏ في كندا. نشط حزبياً في حزب المحافظين الكندي. في Canadian federal by-election, 3 December 2018 ‏، انتخب عضو مجلس العموم الكندي عن دائرة Leeds—Grenville—Thousand Islands—Rideau Lakes ‏ وقد انضم خلال فترته النيابية ‏ (3 ديسمبر 2018 – ) للكتلة البرلمانية حزب المحافظين الكندي.